# أحمد رحماني
أحمد رحماني (1986 المغرب) هو لاعب كرة قدم مغربي.

## روابط خارجية
- أحمد رحماني على موقع الاتحاد الدولي (مؤرشف)  (الإنجليزية)
- أحمد رحماني على موقع قاعدة بيانات كرة القدم.إي يو (الإنجليزية)